# Sing Sing (film 2023)
Sing Sing è un film del 2024 scritto e diretto da Greg Kwedar.
Basato su fatti realmente accaduti, il film racconta dell'esperienza di un laboratorio di teatro tra i detenuti del carcere di Sing Sing. Alcuni dei detenuti coinvolti nell'esperienza hanno recitato nella pellicola, accanto ad attori professionisti come Colman Domingo e Paul Raci.

## Trama
Divine G, imprigionato a Sing Sing per un crimine che non ha commesso, trova uno scopo recitando in un gruppo teatrale insieme ad altri uomini incarcerati in questa storia di resilienza, umanità e potere di trasformazione dell'arte.

## Promozione
Il primo trailer è stato diffuso il 7 marzo 2024.

## Distribuzione
Il film è stato presentato in anteprima mondiale il 10 settembre 2023 al Toronto International Film Festival, ed è stato distribuito nelle sale nordamericane il 12 luglio 2024.

## Accoglienza

### Incassi
Il film ha incassato poco più di 5,3 milioni di dollari.

### Critica
Il film ha riscosso una critica assai positiva:
sull'aggregatore di recensioni Rotten Tomatoes 213 critici esprimono un gradimento del 97%, su Metacritic 43 critici gli assegnano un voto medio di 83 su 100, decretando "acclamazione universale".

## Riconoscimenti
- 2025 – Premio Oscar[8]
  - Candidatura al miglior attore protagonista a Colman Domingo
  - Candidatura alla miglior sceneggiatura non originale a Greg Kwedar, Clint Bentley, Clarence Maclin e John "Divine G" Whitfield
  - Candidatura alla miglior canzone originale a Like a Bird (Abraham Alexander, Adrian Quesada)
- 2025 – Golden Globe[9]
  - Candidatura per il miglior attore in un film drammatico a Colman Domingo
- 2024 – Gotham Independent Film Awards[10]
  - Miglior interpretazione protagonista a Colman Domingo
  - Miglior interpretazione non protagonista a Clarence Maclin
  - Social Justice Tribute[11]